# Labessière-Candeil
Labessière-Candeil – miejscowość i gmina we Francji, w regionie Oksytania, w departamencie Tarn.
Według danych na rok 1990 gminę zamieszkiwało 736 osób, a gęstość zaludnienia wynosiła 33 osób/km² (wśród 3020 gmin regionu Midi-Pireneje Labessière-Candeil plasuje się na 448. miejscu pod względem liczby ludności, natomiast pod względem powierzchni na miejscu 493.).